# Monte Iveagh
Il Monte Iveagh (in lingua inglese: Mount Iveagh) è una vasta montagna antartica, alta 3.422 m, che sovrasta il fianco orientale del Ghiacciaio Mill, 9 km a nordovest del Monte White, situata tra il Ghiacciaio Keltie e il Ghiacciaio Mill, sul fianco orientale del Ghiacciaio Beardmore, nel Supporters Range, catena montuosa che fa parte dei Monti della Regina Maud, in Antartide.
Fu scoperto dalla Spedizione Nimrod, svoltasi tra gli anni 1907-09, la prima delle tre spedizioni antartiche guidate dall'esploratore britannico Ernest Shackleton.
La denominazione fu assegnata in onore di Edward Guinness, I conte di Iveagh, appartenente alla famiglia irlandese di produttori della famosa birra, che aveva contribuito al finanziamento della spedizione.